# Pelecotheca sabroskyi
Pelecotheca sabroskyi là một loài ruồi trong họ Tachinidae.